# 매닉 (2001년 영화)
매닉(Manic)은 미국에서 제작된 조던 메라메드 감독의 2001년 드라마 영화이다. 조셉 고든 레빗 등이 주연으로 출연하였고 트러디 캘론 등이 제작에 참여하였다.

## 출연

### 주연
- 조셉 고든 레빗
- 마이클 바콜

### 조연
- 주이 디샤넬
- 코디 라이트닝
- 엘든 헨슨
- 사라 리바스
- 돈 치들

## 제작진
- Line PD: 조디 술즈먼
- 공동제작: 록키 에버스맨
- 공동제작: 폴 그린스톤
- 미술: 캐롤 스토로버
- 의상: 달리아 포로탠
- 의상: 돌로레스 이바라
- 배역: 말리 핀